# Shaw (Wielki Manchester)
Shaw – miasto w Anglii, w hrabstwie Wielki Manchester, w dystrykcie metropolitalnym Oldham. W 2011 miasto liczyło 10460 mieszkańców.